# Vasilijus Matuševas
Vasilijus Matuševas   (Districte municipal d'Ignalina, 18 d'octubre de 1945 - Vílnius, 24 d'octubre de 1989) fou un jugador de voleibol lituà que va competir sota bandera soviètica durant la dècada de 1960.
El 1968 va prendre part en els Jocs Olímpics de Ciutat de Mèxic, on guanyà la medalla d'or en la competició de voleibol. En el seu palmarès també destaca una medalla de bronze a la Copa del Món de voleibol de 1969.